# Tải lượng rửa trôi
Tải lượng rửa trôi theo định nghĩa của Hans Albert Einstein là một bộ phận của tải lượng trầm tích bao gồm các hạt vật liệu có kích thước nhỏ hơn các hạt trong tải lượng đáy. Gọi là tải lượng rửa trôi do các hạt với kích thước như thế bị rửa trôi hoàn toàn theo dòng chảy mà không lắng đọng xuống đáy của dòng chảy đó.
Như mô tả của Hans Albert Einstein thì nếu trầm tích được thêm vào đầu nguồn của một máng bê tông và máng đó bị quét sạch, trầm tích không để lại bất kỳ dấu vết nào trong lòng máng thì tốc độ vận chuyển của nó không nhất thiết phải liên quan đến tốc độ dòng chảy. Các trầm tích mịn trong tải lượng rửa trôi thường nhỏ hơn 0,0625 mm, nhưng điều quyết định tải lượng rửa trôi trong thực tế là mối quan hệ giữa kích thước của tải lượng đáy và kích thước của các hạt không bao giờ lắng đọng trong "tải lượng trầm tích mịn" hoặc tải lượng rửa trôi.

## Phân loại
Tải lượng trầm tích có thể phân loại và phân chia như sau:

### Theo đo đạc
Tải lượng toàn phần = tải lượng đo đạc + tải lượng không đo đạc.
Tải lượng đo đạc là tải lượng trầm tích thu được từ lấy mẫu ở các điểm đo bằng nhúng chìm các dụng cụ lấy mẫu hình vòi phun – gọi là chai Delft, treo bằng dây cáp vào trong nước tới độ sâu khoảng 0,5 m tính từ đáy rồi kéo lên. Tải lượng đo đạc này là phần lớn tải lượng lơ lửng, do phần gần đáy của tải lượng lơ lửng và toàn bộ tải lượng đáy không được lấy mẫu.
Phần tải lượng không đo đạc có thể ước tính dựa theo thủy lực học dòng chảy và áp dụng các công thức tính vận chuyển trầm tích tải lượng đáy, như công thức vận chuyển trầm tích Einstein-Brown (1950) hay công thức Nielsen (1992). Tải lượng không đo đạc cũng có thể được lấy mẫu bằng thiết bị thiết kế đặc biệt như dụng cụ lấy mẫu Helley-Smith.

### Theo chuyển động
Tải lượng toàn phần = tải lượng đáy + tải lượng lơ lửng.
Chuyển động trầm tích là một cách phân loại một phần là của tải lượng rửa trôi hay tải lượng vật liệu đáy. Tải lượng đáy được tạo thành từ các hạt đang lăn, trượt hoặc nhảy cóc và do đó chúng là tiếp xúc liên tục hoặc gián đoạn với đáy. Trầm tích lơ lửng di chuyển trong cột nước phía trên đáy và hiếm khi tiếp xúc với đáy. Bagnold (1966) chứng minh rằng trọng lượng nhận chìm của các hạt di chuyển như là tải lượng đáy chỉ được chống đỡ thuần túy bằng tiếp xúc rắn-rắn tại đáy, trong khi trọng lượng của các hạt tải lượng lơ lửng được chống đỡ hoàn toàn bằng nhiễu loạn bất đẳng hướng do dòng chảy trượt của chất lỏng.

### Theo nguồn trầm tích
Tải lượng toàn phần = tải lượng vật liệu đáy + tải lượng rửa trôi.
Tải lượng vật liệu đáy là trầm tích đang vận chuyển, bao gồm các hạt được tìm thấy với số lượng có thể thấy được ở đáy dòng chảy. Tải lượng rửa trôi là trầm tích đang vận chuyển, bao gồm các hạt có nguồn gốc không phải từ đáy. Các hạt này mịn hơn hạt trong tải lượng vật liệu đáy và không được tìm thấy với số lượng có thể thấy được trong tải lượng đáy. Liên quan đến hình thái học dòng chảy, tải lượng vật liệu đáy là thành phần quan trọng hơn của tải lượng toàn phần, do nó bắt nguồn từ xói mòn đáy dòng chảy, cũng như do các hạt của nó liên tục trao đổi với các hạt trong đáy và bởi vì vào cuối sự kiện vận chuyển thì nó lại trở về đáy.

## Thành phần
Thành phần của tải lượng rửa trôi là một cách tốt để phân loại sự khác biệt giữa tải lượng rửa trôi và tải lượng đáy vì định nghĩa là khác biệt. Tải lượng rửa trôi gần như hoàn toàn được tạo thành từ các loại hạt không được tìm thấy với số lượng đủ lớn trong tải lượng đáy. Các hạt tải lượng rửa trôi có xu hướng rất nhỏ (chủ yếu là sét và bột, nhưng cũng có một số cát mịn) và do đó có vận tốc lắng đọng nhỏ, bị giữ trong trạng thái lơ lửng do dòng chảy rối. Thành phần của tải lượng rửa trôi thay đổi khi tải lượng đáy thay đổi. Theo Einstein, tất cả các hạt không hiện diện đáng kể trong trầm tích của đáy "phải được" coi là tải lượng rửa trôi. Điều này có nghĩa là khi tải lượng đáy di chuyển xuôi theo dòng sông và kích thước của tải lượng đáy giảm xuống thì kích thước của tải lượng rửa trôi cũng giảm. Điều này được thể hiện bởi gợi ý của Einstein rằng "kích thước trầm tích lớn nhất có thể được chọn tùy ý là đường kính hạt D10 (tải lượng rửa trôi) trong đó 10% trầm tích đáy là mịn hơn. Tải lượng rửa trôi cũng có thành phần khác so với tải lượng đáy. Vật liệu gốc của tải lượng vật liệu đáy là trực tiếp từ đặc điểm nước xung quanh, nhưng nguồn trầm tích của tải lượng rửa trôi được định nghĩa là "trầm tích trong vận chuyển có nguồn gốc từ các nguồn khác ngoài đáy".

## Vận tốc
Tải lượng rửa trôi được mang đi trong cột nước như một phần của dòng chảy, và do đó di chuyển với tốc độ dòng chảy trung bình của dòng chảy chính. Do có ít hoặc không có tương tác với đáy nên các hạt chỉ thu được động lượng không đáng kể từ dòng chảy.

## Kỹ thuật lấy mẫu
Hạ thấp và nâng cao một thiết bị lấy mẫu kiểu "vòi phun" qua cột nước để thu thập dữ liệu tải lượng rửa trôi hoặc dữ liệu tải lượng trầm tích. Kỹ thuật này không lấy được mẫu tải lượng trầm tích gần với đáy, nhưng tải lượng trầm tích gần với đáy có thể được ước tính theo công thức vận chuyển Einstein-Brown. Ngoài ra còn có một thiết bị khác, bộ lấy mẫu Helley-Smith được USGS sử dụng, có thể lấy mẫu tải lượng trầm tích không đo được ở gần với đáy.